# Stichting De Wijhese Molen
De Stichting De Wijhese Molen is eigenaar van een tweetal korenmolens in de voormalige gemeente Wijhe (thans Olst-Wijhe) in de Nederlandse provincie Overijssel.
Het betreft:
- De Wijhese Molen in het dorp Wijhe
- De Vlijt in de buurtschap Marle